# Бездомник
Бездомник е човек, който спада към определена социална категория хора, които нямат постоянно жилище и подслон. Бездомността произтича най-вече от финансови причини и е следствие от невъзможността за осигуряване на собствено жилище. Тя може да бъде принудителна или доброволна, постоянна (наречена хронична) или временна.
Броят на бездомниците по света се оценява на около 100 милиона души. Те живеят по улиците в градовете, често бутайки количка с цялото си имущество в нея. Някои от тях спят под мостове в картонени кутии или палатки и се топлят на запалени кофи за боклук. Други предпочитат парковете и пейките, но не са редки случаите, когато спят и на самите тротоари. Облечени са в мръсни и износени дрехи, понякога с няколко чифта, облечени един върху друг за по-лесно пренасяне.
Една част от тях имат физически или умствен недъг, поради което е трудно да си намерят работа. В зависимост от държавата и сериозността на проблема, някои градове осигуряват дневни или нощни приюти за бездомни, но те са крайно недостатъчни да дадат подслон на всички нуждаещи се. Някои от тези приюти предлагат само легло, докато други доставят и храна.

## История

### Северна Америка

#### САЩ
Преди 60-те години на XX век всеки град в САЩ има място, където живеят бедните, онеправданите, непривилегированите, алкохолиците и тн. Много често по улиците в тези места могат да се видят заспали бездомници с бутилка в ръка. „Сапун, супа и спасение“ е фраза, употребявана от Армията на спасението (The Salvation Army), която предлага помощта си. Една от известните в края на XIX век мисии, която приютява бездомни мъже, е The Bowery Mission, основана през 1879 или 1880 г.
В по-малките градчета, вид бездомници, наречени хобо живеят временно в близост до железопътни релси, което им дава възможност да се качат на преминаващите влакове и по този начин се придвижват от място на място. Специално след Американската гражданска война, голям брой бездомници създават контракултура, наречена хобохемство по цяла Америка.
Джейкъб Рийс изследва и заснима живота на бедните в Ню Йорк (не непременно бездомните) и публикува своята книга „Как живее другата половина“ (How the Other Half Lives) през 1890 г., с която запознава широката публика с условията на живот в бордеи, коптори и на самата улица. Това довежда до някои промени в регулациите на строежи на жилища.
По време на Голямата депресия, безработицата достига колосални размери, бедността се увеличава и заедно с нея и броят на бездомните. Някои от тях спят на пристанищата с надежда някой да ги вземе на работа. На много места те дори построяват малки градчета от картонени кутии, дърво, метални отпадъци и палатки, наречени Хувървил (на името на тогавашния президент). те преживяват основно от подаяния.
Общественият акт за душевното здраве (Community Mental Health Act) от 1963 г. е предпоставка за разрастване на бездомничеството. Много психично болни са освободени от обществените болници и изпратени в обществени здравни центрове за лечение. Системата обаче не сработва и кратко време след това тези хора пълнят улиците. Така в Америка около 1965 година се оформя номадско движение с разнообразен състав. Някои от тях се посвещават на политически цели, стават обществени активисти и става модерно да пътуваш, живееш без жилище, но щастливо.
През 1979 година, Робърт Хейс, адвокат от Ню Йорк прокарва акт за правото на всеки човек да има жилище. Градските власти през 1981 година се съгласяват да осигурят подслон на бездомниците, които отговарят на определени стандарти. През 1983 година този акт е разширен да включва и бездомни жени.
Днес поради естеството на бездомничеството, неговата динамика и често скритата му същност е много трудно да се дадат точни данни и статистики за него, така че числата до голяма степен трябва да се считат за приближение. Последният опит за някаква статистика по този въпрос е направен през 1996 година в САЩ. В зависимост от сезона, общият брой на бездомниците варира от около 1,58 милиона (през зимата) до 3,49 милиона (през пролетта и лятото). Въпреки това, повечето специалисти се въздържат да дават точен брой и се ограничават с над 3 милиона, макар да се знае, че броят на бездомните се е увеличил значително след 1996 г.
Някои интересни статистики са, че най-бързо увеличаващата се група безпризорни са семейства с деца – 40%. Почти същият процент – 41% са самотни мъже. 14% са самотните жени, без семейства, а 5% са малолетни, които не са придружени от възрастен човек. Около 39% от всички бездомни са под 18-годишна възраст. Що се отнася до етническото разпределение, 49% са чернокожи, 35% са бели, 13% латино, 2% индианци и 1% от азиатски произход.
Най-разпространените заболявания сред тях са: психични отклонения, туберкулоза, високо кръвно налягане, диабет и венерически заболявания. Около 60% от тях заявяват, че недояждат, защото е трудно да намерят храна. 30% от тях споделят, че употребяват алкохол или поне един вид наркотик.
Една четвърт от бездомниците са ветерани от войната. Също така една четвърт от тях са били малтретирани като деца. Повече от половината са били в затвор в някой момент от живота си. 38% нямат завършено средно образование, 34% имат диплома за завършена гимназия или друго средно училище, а 28% имат по-висока степен на образование. 50% живеят с по-малко от $300 на месец. 71% са в големите градове, останалите в малките градчета или покрайнините.

#### Канада
Бездомничеството в Канада в последните години се характеризира с увеличаване броя на бездомниците и усложняване на проблемите, свързани с тях. Исторически проблемът съществува само в големите центрове като Торонто, Ванкувър, Калгари и Монреал, но напоследък той се пренася и в покрайнините, което изисква нови ресурси и услуги.
Демографският профил на съсловието от бездомни също се мени. В миналото мъжете са съставлявали основната част, докато в последно време жените и децата са най-бързо растящата група, следвани от младежите.
Оценката на правителството за броя на бездомните в Канада е около 150 000 през 2005 г., но организации, които познават проблема отблизо твърдят, че 300 000 е много по-близко до истината. Грижите за тях през 2007 са стрували на държавата между 4,5 и 6 милиарда долара.
Защо хората стават бездомни е сложен въпрос и отговорите са различни за всеки отделен индивид. Рисковите фактори включват психологическа травма, насилие, пристрастяване към алкохол или наркотици, безработица, скорошно излизане от затвора или психиатрично заведение, имиграция, увеличаване на цените на къщите и недостатъчна социална помощ. Въпреки че причините са комплексни, решенията могат да бъдат прости и лесни.

### Европа

#### България
По време на социализма проблемът с бездомните е практически несъществуващ. В периода 1945 – 1989 година официално не се говори за бедни, бездомни, безработни или социално слаби, тъй като се счита, че социалистическото правителство осигурява базовите нужди на всеки индивид. Проблемът става очевиден едва след падането от властта на Тодор Живков.
Двадесет години след промените от 1989 година, в България все още няма държавна организация или специализиран институт, който да даде дефиниция на бездомност, да се заеме с проучване на въпроса и да изработи политика и процедури за осигуряване, поддръжка и предлагане на услуги на нуждаещите се. Няма и стратегия за профилактика, предотвратяване и защита. Поради тази причина липсват и каквито и да са статистически данни по въпроса за броя, етническия произход или възрастовия диапазон на бездомните в България.
Макар да липсват официални становища и постановки, неофициално могат да се разграничат 5 вида бездомни:
- Хора, които са претърпяли банкрут, участвайки в несигурни бизнес дейности – отчасти благодарение на неопитността си в такъв вид мероприятия, но от друга страна поради ширещата се корупция
- Имигранти, които правят опит да работят в чужбина, но по една или друга причина се завръщат. Много от тях продават имуществото си, преди да заминат, за да си осигурят някакви средства в началото, но когато се завръщат в родината, се оказват на улицата, без средства за съществуване; това се отнася особено силно за ниско квалифицирани работници
- Възрастни граждани, жертви на машинации и злоупотреби
- Млади хора, които напускат жилището на родителите си с желание да бъдат самостоятелни; в началото те трудно си намират работа и трудно се адаптират, особено ако се преместят да живеят от малък в голям град
- Хора от ромски произход, които по принцип водят номадски начин на живот

Макар да липсват каквито и да са официални данни, някои източници твърдят, че бездомните в България са 500 000, сравнително висок процент в сравнение с други европейски страни, но по всяка вероятност този процент е твърде завишен. Други източници оценяват броя им на 25 000. Поради липсата на постоянен адрес, те нямат право да гласуват по време на избори.
Бездомниците живеят по паркове, в изоставени и подлежащи на събаряне жилища (които могат да крият опасности за живота им), бараки, лодки, катакомби и фургони. Едни от малкото хора, които чувстват християнски дълг да им помогнат и са загрижени за благосъстоянието им, са отделни български свещеници, които приютяват безпризорните в църкви.
Освен с хората, България среща и много голям проблем с бездомните кучета. Решаването на проблема предизвиква много политически, философски, социални и хуманни полемики. Някои от кучетата биват убивани, други настанявани в приюти. Много граждани – от бебета до старци са ухапани от уличните кучета.

#### Русия
В царска Русия съществува юридически термин бродяжничество. В общи линии бродягите са хора, които се скитат безцелно от едно място на друго, без средства и без желание да ги заработят. В повечето случаи по това време няма начин да се докаже самоличността, имотното състояние или местопребиваването на такива хора. Поради тази причина бродяжничеството в царска Русия е било забранено и преследвано от закона със сравнително тежки наказания и последствия.
В СССР конституцията гарантира обезпечаване и разпределение на безплатни жилища на жителите на страната.
По времето на Никита Хрушчов е била разпространена „борбата с тунеядството“, което разрешава бродягите да бъдат залавяни и отправяни на работа в селските райони. Бездомните по време на социализма са от различни социални групи и естеството и причините за тяхното бездомно съществуване са различни. От време на време в големите градове, особено столиците на отделните републики се провеждат профилактики по отношение на бездомните. Така например по време на Олимпийските игри, в Москва и Ленинград всички живи бездомници са били преселени на разстояние от повече от 100 километра. Що се отнася до бездомните деца, те биват задържани и отправяни в специални „детски домове“.
След 1990 година след Перестойката, количеството бездомни се увеличава значително. Причините за това са многобройни: отслабен административен контрол, невъзможност на някои индивиди да се приспособят към новите либерални реформи, освобождаване на лишените от свобода от затворите. В съвременна Русия в публицистиката и средствата за масова информация и култура за бездомните се употребява думата „бомж“, съкратено от „без определено место живеене“ навлязло 70-те в популярната култура от полицейските протоколи за регистрация. Друг термин е „бич“ от beachcomber (англ.) употребявано в комбинация като название за нискокачествена/евтина храна, „бичпакет“ се ползва в руския за на най-евтините полуготови спагети.

#### Франция
Във Франция старият термин за бездомник – клошар или вагабонд, е заменен от средата на 1980-те години с акронима SDF (sans domicile fixe, буквално без постоянно жилище, англ. homeless). През 2007 година са регистрирани около 100 000 бездомни в страната, като най-голямата част от тях живеят в Париж.
48 % от жените бездомни са на възраст между 18 и 30 години. 57 % от мъжете бездомници са на възраст между 31 и 50 години. Само около 1 – 2% и в двете групи са над 65-годишна възраст. Основните заболявания между тях са причинени от недохранване и липсата на витамин C и калций: анемия, неврологични заболявания, счупвания, диабет, сърдечни заболявания и рак. Рискът от тези заболявания се увеличава и от значителната консумация на алкохол и тютюн. Друга опасност за живота на френските бездомници са студовете през зимата. Средно 200 – 210 души загиват всяка година от измръзване (хипотермия). Средната продължителност на живота на един бездомник се изчислява на 43 години.
Не всички бездомни във Франция са безработни, някои от тях работят, но на нископлатени длъжности, които не могат да им осигурят жилище. Президентът Никола Саркози в предизборната си кампания през 2007 година обещава да ликвидира бездомничеството за две години.

#### Германия
В Германия има около 860 000 бездомни. Те живеят основно в големите градове. Най-важните причини за съществуването на бездомни са:
1. Развод, отделяне от съпруг или партньор
2. Безработицата и болест
3. Пристрастяване към алкохол или наркотична зависимост
4. Липсата на рехабилитация след затвор
5. Умствени увреждания

Липсата на медицински грижи, недохранването, недостатъчната хигиена и престъпността застрашават живота им и водят до заболявания като настинки, грип, кожна екзема, гнойни абсцеси на цялото тяло, вътрешни и външни наранявания, язви на вътрешните органи, алергии, гъбични инфекции, сърдечно-съдови заболявания, стомашно-чревни заболявания, увреждане на гръбначния стълб и заболявания на дихателните пътища.
Основните ресурси на държавата срещу бездомните са финансовата помощ и доброволни плащания от много други граждани. Въведен е социален кодекс, с които помощите за безработни и социалната помощ са обединени. Особено в големите градове има изградена мрежа за подкрепа. Превантивните мерки са в областта на злоупотребата с наркотици и рехабилитацията на нарушителите. Увеличената употреба на тези превантивни мерки, предприети от градове и общини в последните осем години, спомагат за спада в броя на бездомните. На фона на общия спад обаче делът на жените се увеличава – в средата на 1990-те години е бил около 15%, докато сега е 23%.

### Азия

#### Япония
През 1990-те масовата безработица в Япония води до увеличаване броя на бездомните. Но Токио признава проблема едва през 1997 година. През 1998 официалните власти твърдят, че бездомните само в Токио са 3700. В същото време групи за защита на безпризорните твърдят, че техният брой е около 5000 и продължава да расте.
Специфичните аспекти на бездомността в Япония произтичат от социалната структура на обществото. Исторически погледнато, мъжете са единствените, които работят и обезпечават семейството. Японските компании предпочитат женените мъже, защото според тях те чувстват повече отговорност и задължение да осигурят семейтството си. По този начин неженени мъже над 35-годишна възраст имат проблем да си намерят работа, което като цяло води до това, че броят на бездомните мъже е много по-голям от броя на бездомните жени. По последни данни общият брой без покрив над главата си в страната са 25 296, от които само 749 са жени. Те си осигуряват прехрана най-вече като събират алуминиеви или пластмасови бутилки и каквито други предмети могат да намерят, като ги рециклират срещу заплащане.
Токио е известен с високите си цени, където един апартамент, малък като кутийка струва $1250 на месец. Около 2009 година Япония е в тежка икономическа рецесия и дори нископлатена работа е трудно да се намери. Много млади бездомници преспиват в интернет кафета за $15-$25 на нощ, където им се предоставя стая и душ, телевизия и дори безплатен интернет.
През 2009 година зоологическата градина в Осака закупува 6 коали, които струват значителна сума както за закупуването, така и за отглеждането. Осака е градът с най-високия процент на бездомни. Сред обществеността се появява негодувание, че тези пари от данъци се изразходват за коалите, вместо за бездомните.

#### Китай
Китай претърпява важни социални, икономически и политически промени в последните 30 години. Независимо от икономическия прогрес обаче, големите градове като Пекин и Шанхай посрещат много бездомни, които живеят около големите магазини, край небостъргачи и на улиците. Просяци и скитници могат да се видят почти във всеки град, а най-големият проблем е нарастващият брой на бездомните и безпризорни деца. По официални статистики те са 150 000 Много хора в Китай остават поне временно на улицата вследствие на земетресения или наводнения. Подобни са проблемите в Тайланд, Индонезия и Филипините.

#### Индия
Индия е една от най-бедните страни в света. Според данни от 2001 година, тя има около 2 милиона бездомни. Но истинският брой е навярно много по-голям. По принцип отношението към тези, които живеят на улиците в големите градове е твърде отрицателно. Пресата създава крайно негативен образ на бездомниците и те се считат едва ли не за престъпници. Въпреки големия им брой, обществото се старае да не ги вижда и да се преструва, че не съществуват, нещо повече, то обвинява самите тях за състоянието, в което се намират. В Делхи, повече от 50 години след завоюването на независимостта на страната, официалните власти, включително съдебните органи са безразлични към тяхното страдание и единствените мерки, които предприемат, е да ги изгонят от града.
Статистическите данни също така сочат, че около 70% от бездомните хора идват в големите градове от провинцията и по-специално от селските райони, за да търсят работа. Съществуват държвавни приюти, които представляват огромни голи стаи, със съмнителна хигиена, където хората спят директно на пода плътно един до друг. Няма специални приюти за жени. В Делхи приютите са 18, отворени са цяла година, 24 часа в денонощието.
Най-тежко е състояние с децата, които бягат от домовете си, където са подложени на физически, психически или дори сексуален тормоз. Много от тези деца, макар и невръстни, работят. Те живеят при нездравословни и нехигиенични условия, често боледуват и са с крехко здраве. Систематично недояждат и са с тегло и ръст значително под нормата.

### Латинска Америка
В днешна Латинска Америка вследствие на голямата инфлация в някои градове половината от населението живее на прага на бедността и 7 – 8-годишни деца могат да се забележат на улиците да просят или работят нещо за да оживеят. Според УНИЦЕФ, около 40 милиона деца (от общо 500 милиона население) живеят или работят на улиците. Също така данните сочат, че 59% от населението на Богота живее в неофициални или нелегални жилища, обикновено коптори или палатки, 50% в Каракас, Кито и Сао Пауло и 40% в Мексико сити и Лима.
В последните 10 – 15 години много хора в Бразилия остават без жилище, понякога цели семейства са принудени да живеят на улицата. Те могат да се видят в парковете, по тротоарите и близките хълмове. По последни данни само децата и младежите бездомници в Бразилия са 2 000 000. По данни от 2000 година около 1,6 милиона жилища са колиби, бараки или коптори. В тях живеят повече от 6,6 милиона хора. Само в Сао Паоло бездомните са 10 000, а в Рио де Жанейро са 2500.
В Колумбия според данни на Червения кръст и специален репорт на САЩ от март 2002 година, между 275 000 и 347 000 души са напуснали къщите си в резултат на насилие и нестабилност. Колумбия е свидетел на масови преселения. Като следствие от това бездомността е нараснала неимоверно много. След Судан и Англола, Колумбиа е третата страна по брой на бежанци – население, което се е преселило и преместило от селските към градските райони. Понякога природни бедствия като пожари, наводнения и земетресения оставят хиляди без покрив над главите.
Най-тежък е проблемът с децата, които са лишени от медицински грижи и образование. Много често те трябва да работят за да издържат цялото семейство.
В Перу политическото насилие и диктатурата между 1980 и 1993 година създават около 600 000 вътрешни бежанци. Около 1/3 от тези бежанци са се установили в покрайнините на Лима. И тук огромен проблем са бездомните деца. Понякога 5 – 6 годишни деца живеят на улицата. Поради тежките условия на живот в селските райони много от тях се местят в града да търсят работа. Други напускат домовете си, където са подложени на физическо, психическо, а понякога и на сексуално насилие. Само в Лима бездомните деца са около 250 000.
Според официални данни от 2000 година, Мексико има 21,5 милиона къщи за 22,3 милиона семейства. Повече от 60% от тях са строени на ръка с подръчни средства, с много ниско качество. Само в Мексико Сити децата, които живеят на улицата са 1 900 000, като 240 000 от тях са изоставени. Много от тях просят или продават неща по улиците.
Латинска Америка има едни от най-бедните страни в света. Като към бедността се прибавят военните режими или хунтите, политическото насилие, природните бедствия като урагани, наводнения и земетресения, се получава една доста тъжна картина на хора, които се нуждаят от помощ.
Много от тях не получават образование, лишени са от медицински грижи и са принудени да работят или просят от много ранна детска възраст.
През октомври 1998 година, рядко сформиращ се ураган категория 5 връхлита Централна Америка, като най-силно засегнати са Хондурас и Никарагуа. 6000 души са убити, 11 000 са безследно изчезнали, 20% от населението остава без покрив и 70% от селскостопанското производство е унищожено. През януари и февруари две големи земетресения разтърсват Ел Салвадор. 25% от населението на страната остава бездомно. Най-силно засегнати са тези, които и преди това са живели най-бедно. През декември 1999 наводнения засягат силно северна и централна Венецуела. 30 000 загиват, 600 000 стават бездомни.

### Австралия
В Австралия бездомните се намират предимно в големите градове – Сидни, Пърт, Мелбърн и Бризбейн. Голям брой от тях са били преди това в психиатрични болници. Масовото освобождаване на пациенти от тези болници започва през 1980-те.
Според официални данни от 2001 година общият брой бездомници в Австралия е 100 000 От тях 54% са мъже, 36% са на възраст между 12 и 24 години, а 10% са под 12-годишна възраст. 49% са приютени от приятели или роднини, а 14% спят на улиците.

## Причини
В зависимост от страната и спецификите на района, причините за съществуването на бездомни са многобройни и разнообразни, но все пак могат да се обобщят в няколко общи насоки:
- Липса на жилища на цени, които повечето хора могат да си позволят[57]
- Недостатъчно предлагане на работа
- Беднотия и безработица
- Липса на здравно осигуряване, което да е по джоба на обикновения гражданин
- Злоупотреба с наркотици и алкохол
- Психично заболяване
- Физическо и психическо насилие у дома
- Освобождаване от затвор и липса на програми за интегриране на такива хора в обществото
- Природни бедствия
- Принудително евакуиране, изселване[58]
- Поскъпване на живота като цяло, особено на неща от първа необходимост
- Войни

## Проблеми, срещани често от бездомните

### Здраве и здравна осигуровка
Грижите за здравето и здравното осигуряване на бездомните са голямо предизвикателство за всяко едно общество. От една страна при тях има много по-голяма вероятност от наранявания, изгаряния, простуди и други заболявания предвид живота им на улицата, недостатъчната и некачествена храна, злоупотребата с наркотици, алкохол и тютюн, а от друга страна те нямат почти никакъв достъп до медицински услуги и болници.
Проблемът е особено тежък в САЩ, където бездомниците нямат здравна осигуровка, а в същото време нямат пари за да заплатят за медицински грижи. Те също така нямат начин да докажат датата си на раждане или да посочат адрес. Много от тях губят документите си за самоличност, или те биват унищожавани или откраднати. Без такъв документ те не могат да започнат работа, нямат право и достъп до социални грижи или помощи за безработни. Може да им бъде отказан достъп дори до приюти, храна и облекло. Понякога се получава порочен кръг (или параграф 22) – за да ти издадат свидетелство за раждане се иска документ за самоличност, а за да ти дадат документ за самоличност се изисква свидетелство за раждане. Това прави издаването на нови документи, които да заместят изгубените или унищожени почти невъзможно.
Същият този проблем не е толкова остър в страни от Европа, където съществуват безплатни медицински услуги. В някои от тези страни болниците са отворени денонощно и не изискват заплащане за лечение. В САЩ в най-големите градове съществуват безплатни клиники за бездомни, но обикновено те нямат свободни места. В такива места съществува и вероятност от пренасяне на някои заразни болести като туберкулоза.

### Храна
Бездомните срещат големи трудности при набавянето на средства за прехрана. Някои от тях се ровят по кофите за боклук, особено тези на заведения за хранене с надеждата да намерят изхвърлени хранителни отпадъци. Качеството на консумираната от тях храна обикновено е много ниско – или с изтекъл срок на годност, или с прекалено много захар, мазнини, или със съмнителна чистота. В много страни периодично, особено по празници се провеждат акции за събиране на храна (предимно консерви), облекло и одеяла, но понякога и парични средства. Някои приюти за бездомни също раздават топла храна при определени случаи.

### Хигиена
В някои страни като Франция например са осигурени душове, където бездомните могат да се изкъпят. Въпреки това много от тях не се къпят никога. В САЩ в по-топлите райони, бездомните ползват душовете, които се намират на плажа.
Бездомниците носят едни и същи дрехи както през деня, така и през нощта, а когато станат много мръсни и скъсани, просто ги хвърлят. Отново във Франция, в някои приюти за бездомни са осигурени перални машини, където могат да изперат дрехите си. В по-студените климати бездомните носят по няколко чифта дрехи, едно за да са на топло, второ защото така се пренасят по-лесно и трето защото се страхуват, че някой може да ги открадне.
Бръсненето за мъжете и подстригването по принцип също са голям проблем, затова много от тези, които живеят на улиците ходят с дълги спластени бради и коси. Единствените тоалетни, които могат да ползват, са обществените. Липсата на елементарна хигиена може да доведе до инфекции, зарази, кожни заболявания и други.

### Престъпност
По различни причини – омраза, лесен прицел и други, бездомните са подложени на насилие и извършване на престъпления срещу тях. В последните няколко години броят и честотата на тези престъпления нараства.
Дискриминацията по отношение на бездомните се изразява основно в 4 форми: забраняване на достъпа им до публични места, където могат евентуално да спят, забрана на просенето, насилствено изселване на бездомниците от определени райони, или прилагане на закони към тях, които не се прилагат към останалото население.
Френският писател Анатол Франс забелязва тези тенденции още през 1894 година, наблюдавайки че „законът, в своята величествена равнопоставеност, забранява както на богатите, така и на бедните да спят под улични мостове“.
Най-често престъпленията срещу тези, които живеят на улицата, са жестоки побои с наранявания, а в някои случаи и смърт. Те биват ограбвани и губят дори и малкото, което имат, включително дрехи и обувки. В много от случаите похищенията се извършват от банди младежи, които намират това за развлекателно.

#### Превръщането на самите бездомни в престъпници от обществото в Америка
Има предложения и тенденции в Америка състоянието на бездомност да се превърне в престъпление срещу закона. Защитниците на такова отношение смятат, че това ще обезкуражи хората да живеят на улицата.
Повечето градове забраняват спането, яденето, сядането на улицата или просенето на обществени места. Много пейки по паркове, автобусни спирки, летища и гари са направени с индивидуални седалки за да предотвратят спането на тях. В много случаи за неизпълнението на тези правила бездомните биват арестувани или глобявани, което прави техния живот още по-труден, затруднява намирането на работа и прави намирането на квартира хипотетично.
През април 2006 година съдът на САЩ при обжалване заявява, че е в нарушение на Конституцията (по-специално 8-о и 14-о допълнение към Конституцията) „да се счита за престъпление факта, че си бездомен“.
В песента „Wherever I May Roam“ на рокгрупата Металика се срещат няколко от думите в английски за скитник/бездомник: „Rover, wanderer, Nomad, vagabond...“, употребяват се също hobo, tramp и свързани термини – hobo stove, tramp style, tramp art и др.